# Био, Морис Энтони
Морис Энтони Био (англ. Maurice Anthony Biot; 25 мая 1905, Антверпен — 12 сентября 1985, Брюссель) — бельгийско-американский учёный в области прикладной физики. Внёс вклад в развитие термодинамики, воздухоплавания, сейсмостойкого строительства, геофизики и электромагнетизма. В частности, считается основателем теории пороупругости. Получил степень доктора философии в Калифорнийском технологическом институте в 1932 году под руководством Теодора фон Кармана. В 1930-х и 1940-х работал в Гарвардском университете, Католическом университете Лёвена, Колумбийском университете и Университете Брауна. В дальнейшем работал на ряд частных организаций и правительственных агентств. Принимал участие в космических программах НАСА в 1960-х. С 1969 года Био работал в качестве частного консультанта различных организаций, в том числе в отделе исследований и разработок Shell.

## Некоторые работы (на русском языке)
- Карман Т., Био М. Математические методы в инженерном деле. — М.: Государственное издательство технико-теоретической литературы, 1948. — 424 с.
- Био М. А. Распространение упругих волн в цилиндрической полости, содержащей жидкость // Механика. Сборник переводов и обзоров иностранной периодической литературы. — М.: Иностранная литература, 1953. — № 3. — С. 142—155.
- Био М. А. Теория упругости и консолидации анизотропной пористой среды // Механика. Сборник переводов и обзоров иностранной периодической литературы. — М.: Иностранная литература, 1956. — № 1. — С. 140—146.
- Био М. А. Термоупругость и термодинамика необратимых процессов // Механика. Сборник переводов и обзоров иностранной периодической литературы. — М.: Иностранная литература, 1957. — № 3. — С. 68—92.
- Био М. А. Теория деформаций пористого вязкоупругого анизотропного твердого тела // Механика. Сборник переводов и обзоров иностранной периодической литературы. — М.: Иностранная литература, 1957. — № 5. — С. 95—111.
- Био М. А. Механическая деформация и распространение акустических волн в пористой среде // Механика. Сборник переводов и обзоров иностранной периодической литературы. — М.: Иностранная литература, 1966. — № 6. — С. 103—135.
- Био М. Вариационные принципы в теории теплообмена. — М.: Энергия, 1975. — 209 с.

## Внешние ссылки
- Poronet - PoroMechanics Internet Resources Network
- Био, Морис Энтони (англ.) в проекте «Математическая генеалогия»